# Orienteering ai Giochi mondiali 2022 - Staffetta mista
La gara di orienteering della staffetta mista ai Giochi mondiali 2022 si è svolta il 17 luglio 2022 a Birmingham.

## Risultati
| Pos. | Atleti                                                                       | Nazione     | Tempo      |
| ---- | ---------------------------------------------------------------------------- | ----------- | ---------- |
|      | Simona Aebersold Joey Hadorn Matthias Kyburz Elena Roos                      | Svizzera    | 46:02.00   |
|      | Lina Strand Max Peter Bejmer Martin Regborn Sofia Ohlsson                    | Svezia      | 48:48.00   |
|      | Cecilie Andersen Ralph Street Jonny Crickmore Charlotte Ward                 | Regno Unito | 47:16.00   |
| 3    | Victoria Bjornstad Havard Eidsmo Kasper Harlem Fosser Ingrid Lundanes        | Norvegia    | 46:41.00   |
| 4    | Denisa Kosova Vojtech Kral Tomas Krivda Tereza Janosikova                    | Rep. Ceca   | 48:08.00   |
| 5    | Hanna Wisniewska Michal Olejnik Bartosz Pawlak Aleksandra Hornik             | Polonia     | 48:19.00   |
| 6    | Ylvi Kastner Jannis Bonek Gernot Ymsen Laura Ramstein                        | Austria     | 50:28.00   |
| 7    | Susen Losch Bojan Blumenstein Colin Kolbe Birte Friedrichs                   | Germania    | 50:34.00   |
| 8    | Milla Key Aston Key Mason Arthur Aislinn Prendergast                         | Australia   | 54:13.00   |
| 9    | Alison Crocker Joseph Barrett Greg Ahlswede Alison Campbell                  | Stati Uniti | 56:43.00   |
| 10   | Emma Waddington Damian Konotopetz Robert Graham Carol Walker                 | Canada      | 57:01.00   |
| 11   | Ka Ki Leung Tsz Wai Yu Chun Ho Li Cho Yu Lam                                 | Hong Kong   | 59:17.00   |
| 12   | Maisa Franco Szczypior Leandro Nascimento Joacy Dantas de Araujo Elaine Lenz | Brasile     | 1:01:32.00 |
| 13   | Hannula-Katrin Pandis Sergei Rjaboskin Timo Sild Sigrid Ruul                 | Estonia     | 1:16:06.00 |
| -    | Ida Agervig Kristiansson Emil Obro Jakob Edsen Caroline Gjotterup            | Danimarca   | DNF        |
| -    | Olena Babych Ruslan Glibov Oleksandr Kratov Kateryna Dzema                   | Ucraina     | DSQ        |